# Европско првенство у атлетици у дворани 1970 — 400 метара за жене
Такмичење у дисциплини трка на 400 метара у женској конкуренцији на првом Европском првенству у атлетици у дворани 1970. одржано је у Градској дворани у Бечу 14. марта. Учествовало је 9 атлетичарки из исто толико земаља.

## Земље учеснице
Учествовало је 9 атлетичарки из исто толико земаља.
1. Бугарска  (1)
2. Западна Немачка (1)
3. Италија (1)
4. Пољска (1)
5. Совјетски Савез  (1)
6. Уједињено Краљевство (1)
7. Француска (1)
8. Чехословачка (1)
9. Шведска (1)

## Рекорди
Извор:
| Рекорди пре почетка Европског првенства у дворани 1970. | Рекорди пре почетка Европског првенства у дворани 1970. | Рекорди пре почетка Европског првенства у дворани 1970. | Рекорди пре почетка Европског првенства у дворани 1970. | Рекорди пре почетка Европског првенства у дворани 1970. | Рекорди пре почетка Европског првенства у дворани 1970. |                                          |
| ------------------------------------------------------- | ------------------------------------------------------- | ------------------------------------------------------- | ------------------------------------------------------- | ------------------------------------------------------- | ------------------------------------------------------- | ---------------------------------------- |
| Светски рекорд                                          | Наталија Печонкина                                      | СССР                                                    | 55,29                                                   | Мадрид, Шпанија                                         | 9. март 1968.                                           |                                          |
| Европски рекорд                                         | Наталија Печонкина                                      | СССР                                                    | 55,29                                                   | Мадрид, Шпанија                                         | 9. март 1968.                                           |                                          |
| Рекорди европских првенстава                            | Ово је прво Европско првенство у дворани                | Ово је прво Европско првенство у дворани                | Ово је прво Европско првенство у дворани                | Ово је прво Европско првенство у дворани                | Ово је прво Европско првенство у дворани                | Ово је прво Европско првенство у дворани |
| Рекорди после завршеног Европског првенства 1970.       |                                                         |                                                         |                                                         |                                                         |                                                         |                                          |
| Светски рекорд                                          | Мерилин Невил                                           | Уједињено Краљевство                                    | 53,01                                                   | Беч, Аустрија                                           | 14. март 1970                                           |                                          |
| Европски рекорд                                         | Мерилин Невил                                           | Уједињено Краљевство                                    | 53,01                                                   | Беч, Аустрија                                           | 14. март 1970                                           |                                          |
| Рекорди европских првенстава                            | Мерилин Невил                                           | Уједињено Краљевство                                    | 53,01                                                   | Беч, Аустрија                                           | 14. март 1970                                           |                                          |

## Освајачи медаља
| Освајачи медаља      |                 |             |
|                      |                 |             |
|                      |                 |             |
| Мерилин Невил        | Кристел Фрезе   | Колет Бесон |
| Уједињено Краљевство | Западна Немачка | Француска   |

## Резултати
У квалификацијама такмичарке су били подељене у три групе по три. У финале су се квалификовале четири и то: три победнице група (КВ) и четврта према резултату (кв).

### Квалификације
| Позиција | Група | Атлетичарка         | Земља                | Резултат | Белешка |
| -------- | ----- | ------------------- | -------------------- | -------- | ------- |
| 1.       | 1     | Кристел Фрезе       | Западна Немачка      | 53,7     | КВ, РЕП |
| 2.       | 1     | Колет Бесон         | Француска            | 53,8     | КВ      |
| 3.       | 2     | Мерилин Невил       | Уједињено Краљевство | 55,2     | КВ      |
| 4.       | 3     | Карин Лундгрен      | Шведска              | 55,2     | кв      |
| 5.       | 1     | Светла Златева      | Бугарска             | 55,5     |         |
| 6.       | 3     | Раиса Никанорова    | Совјетски Савез      | 55,8     |         |
| 7.       | 3     | Доната Говони       | Италија              | 55,8     |         |
| 8.       | 2     | Либуша Макауноваa   | Чехословачка         | 56,4     |         |
| 9.       | 2     | Кристина Хрењевицка | Пољска               | 56,7     |         |

### Финале
| Пласман | Атлетичарка    | Земља                | Резултат | Белешка              |
| ------- | -------------- | -------------------- | -------- | -------------------- |
|         | Мерилин Невил  | Уједињено Краљевство | 53,01    | СРд, ЕРд, РЕПд, НРд. |
|         | Кристел Фрезе  | Западна Немачка      | 53,1     |                      |
|         | Колет Бесон    | Француска            | 53,6     |                      |
| 4.      | Карин Лундгрен | Шведска              | 53,8     |                      |